# Prikro
Prikro är en underprefektur i Elfenbenskusten. Den ligger i departementet med samma namn, i den centrala delen av landet, 180 km nordost om huvudstaden Yamoussoukro.